# McDonough (Nowy Jork)
McDonough – miasto w Stanach Zjednoczonych, w stanie Nowy Jork, w hrabstwie Chenango.